# Microscopisch preparaat

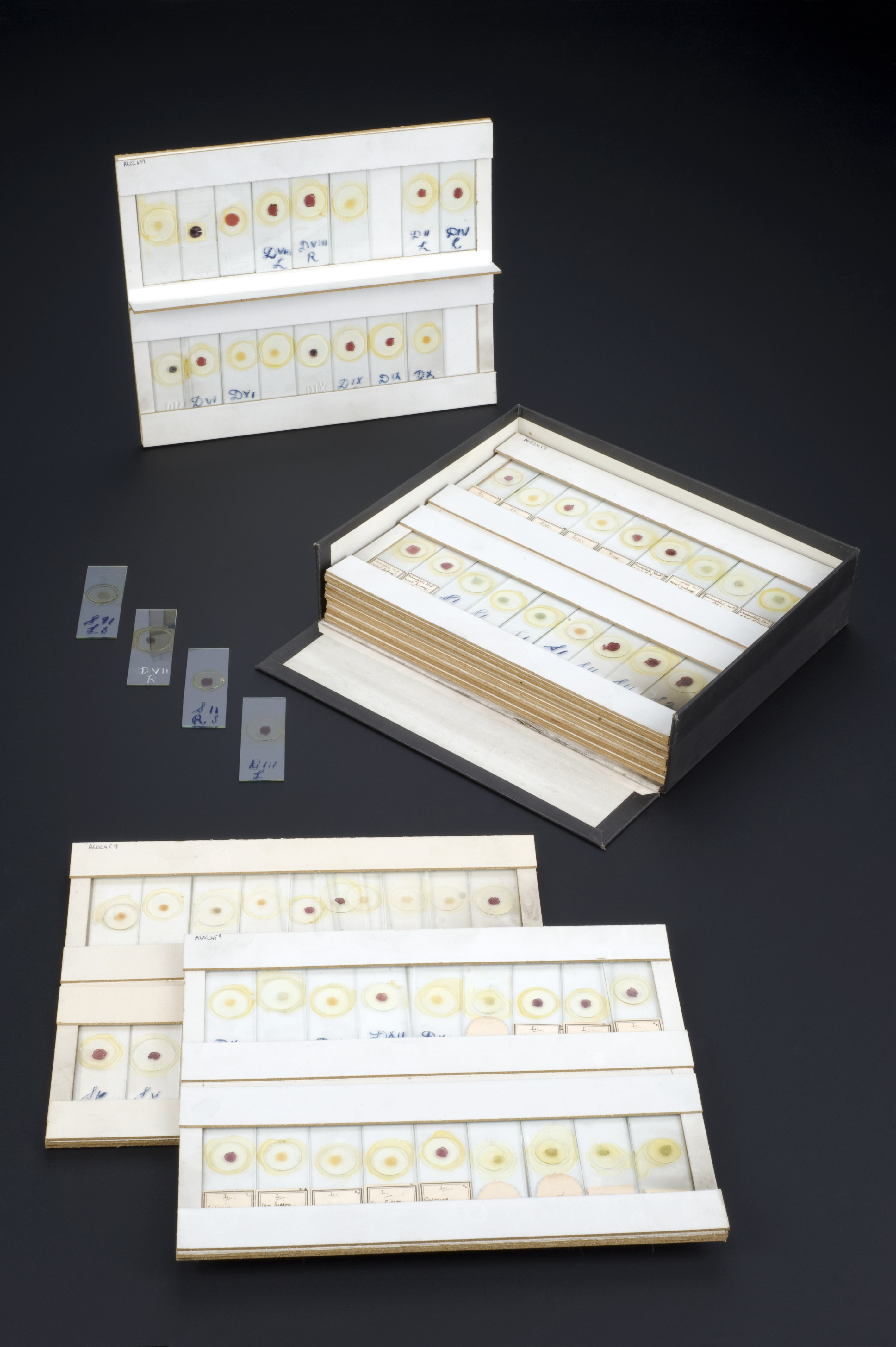
Een archiefkistje met 126 microscopische preparaten van de menselijke wervelkolom, eigendom van de Universiteit van Edinburgh

Een microscopisch preparaat is een stuk biologisch materiaal, zoals plantaardig of dierlijk weefsel, dat op zo'n manier is behandeld en gepresenteerd dat het met behulp van een microscoop kan worden bekeken. Soms is het voldoende een preparaat voor eenmalig gebruik te maken, maar meestal moet het ook kunnen worden bewaard voor archief-, onderzoeks- of onderwijsdoeleinden.
Histologie is de kunst van het voorbereiden en bestuderen van miscroscopische preparaten. Een preparaat wordt meestal bekeken met behulp van de (biologische) lichtmicroscoop en de daarvan afgeleide varianten, zoals stereomicroscopen die ruimtelijk inzicht geven, en de meer geavanceerde elektronenmicroscopen, zoals transmissie-elektronenmicroscoop of scanning-elektronenmicroscoop voor ontrafeling van minuscule details.

## Preparaten voor een gewone lichtmicroscoop
Bij een gewone lichtmicroscoop wordt een preparaat onder meer of minder sterke vergroting, meestal met doorvallend licht bekeken. Het preparaat moet dus voldoende licht doorlaten om een beeld te vormen. Daarnaast is de scherptediepte van een lichtmicroscoop zeer gering: het preparaat moet dus erg dun zijn. Te gebruiken technieken hangen af van de aard van het te bekijken materiaal. 

## Basismaterialen en technieken
Meestal wordt het materiaal op een preparaatglaasje oftewel objectglaasje gebracht, soms wordt het nog gekleurd, en dan eventueel met een dekglaasje afgedekt, eventueel met behulp van een insluitmiddel. Hierbij is het belangrijk de vorming van luchtbellen onder het dekglas te voorkomen. Het kan helpen het dekglas eerst aan een zijde op het preparaatglas neer te leggen en het daarna voorzichtig te laten zakken. Voor het opleggen van een dekglaasje kan een pincet worden gebruikt, maar ook een slangetje waarmee men het glaasje vastzuigt, of een contactlens-zuignapje kan handig zijn.
Luchtbellen hebben de neiging spontaan te verdwijnen, vooral als ze heel klein zijn veroorzaakt de oppervlaktespanning van het insluitmiddel in de bel een hoge druk die het gas in de bel snel in oplossing dwingt. Grotere belletjes kunnen soms met een dun injectienaaldje of door van opzij wat insluitmiddel toe te voegen worden ontlucht. Als het insluitmiddel bij het drogen lucht van opzij aan gaat trekken moet er voorzichtig wat worden toegevoegd.

### Bacteriën
Bacteriën zijn zeer klein, voor een lichtmicroscoop dicht bij de grens van het waarneembare. Ze worden meestal op een glaasje uitgesmeerd, met warmte gefixeerd en hierna gekleurd (bijvoorbeeld met een gramkleuring). Het resulterende preparaat kan, eventueel met olie-immersie, meteen worden bekeken. Met een druppeltje insluitmiddel en een dekglaasje kan het preparaat ook permanent houdbaar worden gemaakt.

### Celuitstrijken
Bijvoorbeeld in uitstrijkjes van perifeer bloed, beenmerg, wangslijmvlies en de baarmoederhals. Het celbevattende materiaal wordt op een glaasje gebracht, dun verdeeld, gefixeerd en na kleuring op dezelfde manier bekeken als een bacteriepreparaat. 

### Urinesediment
Het bekijken van een urinesediment kan als onderdeel van urine onderzoek worden uitgevoerd. Urine wordt eerst gecentrifugeerd waarna het wordt afgegoten. Het bezinksel (sediment) wordt dan in een druppel weer opgeschud en deze druppel wordt onder een dekglaasje zonder kleuring, met behulp van fasecontrast bekeken onder de microscoop.

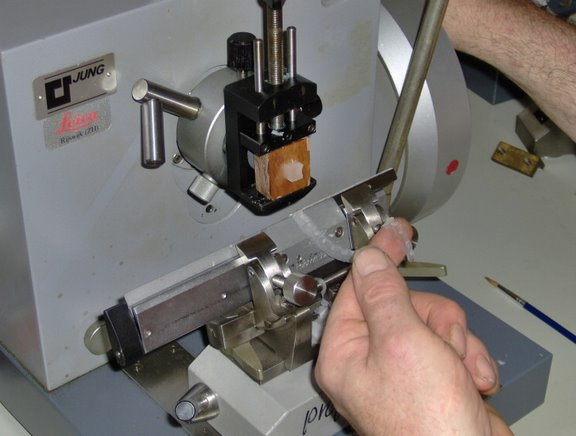
Snijden van paraffine-ingebed materiaal op een rotatiemicrotoom. De coupes zijn 5 µm dik.

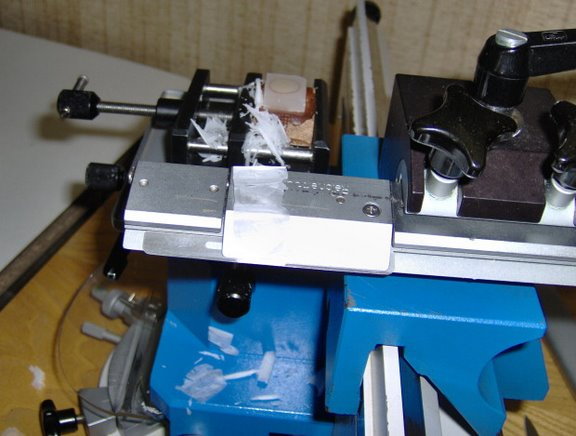
Snijden van paraffine-ingebed materiaal op een sledemicrotoom. Ook deze coupes zijn 5 µm dik.

### Paraffinecoupes
Dierlijke weefsels zijn bijna altijd te dik om direct te bekijken. Ze worden eerst gefixeerd, bijvoorbeeld met verdunde formaline. Hierna wordt in een aantal baden met alcohol van toenemende sterkte (bijvoorbeeld 70-80-95-100%) heel langzaam (uren tot dagen per badje) het water in de cellen vervangen door zuivere alcohol en de alcohol daarna door een stof waarin vetten oplosbaar zijn, zoals tolueen of xyleen. Daarna wordt het nu ontwaterde stukje weefsel in een oplossing van paraffine in tolueen gelegd die langzaam warmer en sterker wordt gemaakt, zodat het celwater uiteindelijk, na weer een aantal dagen, geheel door paraffine is vervangen. Als dit geleidelijk genoeg gebeurt, veranderen de cellen hierbij maar heel weinig van vorm. Het gehele proces neemt enige tijd in beslag, van een paar uur tot een paar dagen, langer naarmate de te verwerken blokjes weefsel groter zijn, omdat de diffusie van de oplosmiddelen naar het midden dan trager verloopt. Dit "doorvoeren" van stukjes weefsel kan manueel gebeuren, maar hiervoor worden in een professionele context vrijwel altijd weefselprocessoren gebruikt.
Het resulterende blokje weefsel is nu in paraffine ingebed en wordt met behulp van een microtoom gesneden in plakjes (coupes) van 1 tot 10 micrometer dik. Er bestaan verschillende soorten microtomen. Routinematig wordt voor dierlijk/menselijk weefsel een rotatiemicrotoom gebruikt.Ook sledemicrotomen zijn nog steeds populair, met name in het Duitse taalgebied. 
Deze plakjes worden vaak met een minieme hoeveelheid klevend materiaal (vaak wat kippeneiwit met glycerine) op een objectglaasje geplakt en daarna wordt de paraffine er weer uit opgelost met bijvoorbeeld tolueen/xyleen en het plakje wordt dan weer via tolueen/xyleen en alcoholbaden, nu van afnemende sterkte, gehydreerd; in een waterhoudende omgeving wordt het dan gekleurd. Hierna kan het - na eerst weer te zijn gedehydreerd- met een druppeltje insluitmiddel worden afgedekt onder een dekglaasje en worden bekeken. 
Dit is de enige praktische manier om dierlijk materiaal te bekijken en hoe lastig dit is, wordt door amateurs vaak onderschat.

### Vriescoupes
De vriescoupe is een techniek waarbij het weefsel de vereiste stevigheid krijgt om het te kunnen snijden door het te bevriezen en bij zeer lage temperaturen te snijden, daarna pas te fixeren en kleuren. Dit gaat veel sneller, maar is niet zo universeel inzetbaar als het bovenstaande proces. Een belangrijke toepassing is het onderzoek van een stukje uitgenomen weefsel tijdens een operatie om te bepalen hoe uitgebreid de operatie moet zijn: moet de hele borst eraf of mag worden volstaan met het verwijderen van de tumorknobbel? 

### Kleine dieren zoals insecten
Ook kleine insecten (bijvoorbeeld een vlo) zijn vaak toch aan de dikke kant om een preparaat van te maken (0,5-1 mm). Voor onderzoek bij doorvallend licht moeten ze vaak worden opgehelderd: door het dier een poos in een oplossing van KOH of NaOH te leggen, wordt de inhoud verteerd, waarbij alleen het exoskelet overblijft, dat, eventueel na kleuring, kan worden ingebed. Ook wordt soms fenol of melkzuur gebruikt om een insect op te helderen. Voor KOH is 24 uur in een oplossing van 10% KOH bij kamertemperatuur vaak voldoende; bij hogere temperatuur kan het sneller gaan. Hierna moet het specimen uiteraard in water worden gespoeld en als het voldoende doorzichtig is geworden daarna enige tijd geneutraliseerd, bijvoorbeeld in een oplossing van 5% azijnzuur.
Insluiting in Euparal of canadabalsem levert een permanent houdbaar preparaat op. Eventueel kunnen objectglaasjes met een zelf ingeslepen (bewerkelijk) of meegefabriceerd (duur) kuiltje kunnen worden gebruikt.
Bij gebruik van Euparal is het voldoende om het insect met behulp van alcoholbaden met oplopende concentraties van 70-80-85-96% alcohol te ontwateren; hierna kan het op een preparaatglaasje worden gebracht in een klein druppeltje Euparal, waarna er een dekglaasje op wordt gelegd, zodanig dat er geen luchtbelletjes ontstaan. 
Bij gebruik van canadabalsem moet het diertje echt watervrij zijn en is na de 96% nog minstens één badje absolute alcohol nodig, gevolgd door een bad met xyleen of tolueen; hierna kan het insect op een preparaatglaasje, waarop een miniem druppeltje kruidnagelolie is gebracht, in de juiste positie worden gebracht (voorzichtig, het is in ontwaterde toestand erg broos) en daarna met een druppeltje canadabalsem en een dekglaasje worden afgedekt. Zelfs de kleinste hoeveelheden nog aanwezig water zullen echter tot een troebel, wat ondoorzichtig preparaat leiden.
Kleine luchtbelletjes trekken in een paar dagen vaak nog weg bij het harden, dat het best op een iets warme plaat (30-40 °C) kan gebeuren. De vindplaatsinformatie en de verzamelaar van het specimen dient op het glaasje te worden geschreven.